# Братислава для всех (фестиваль)

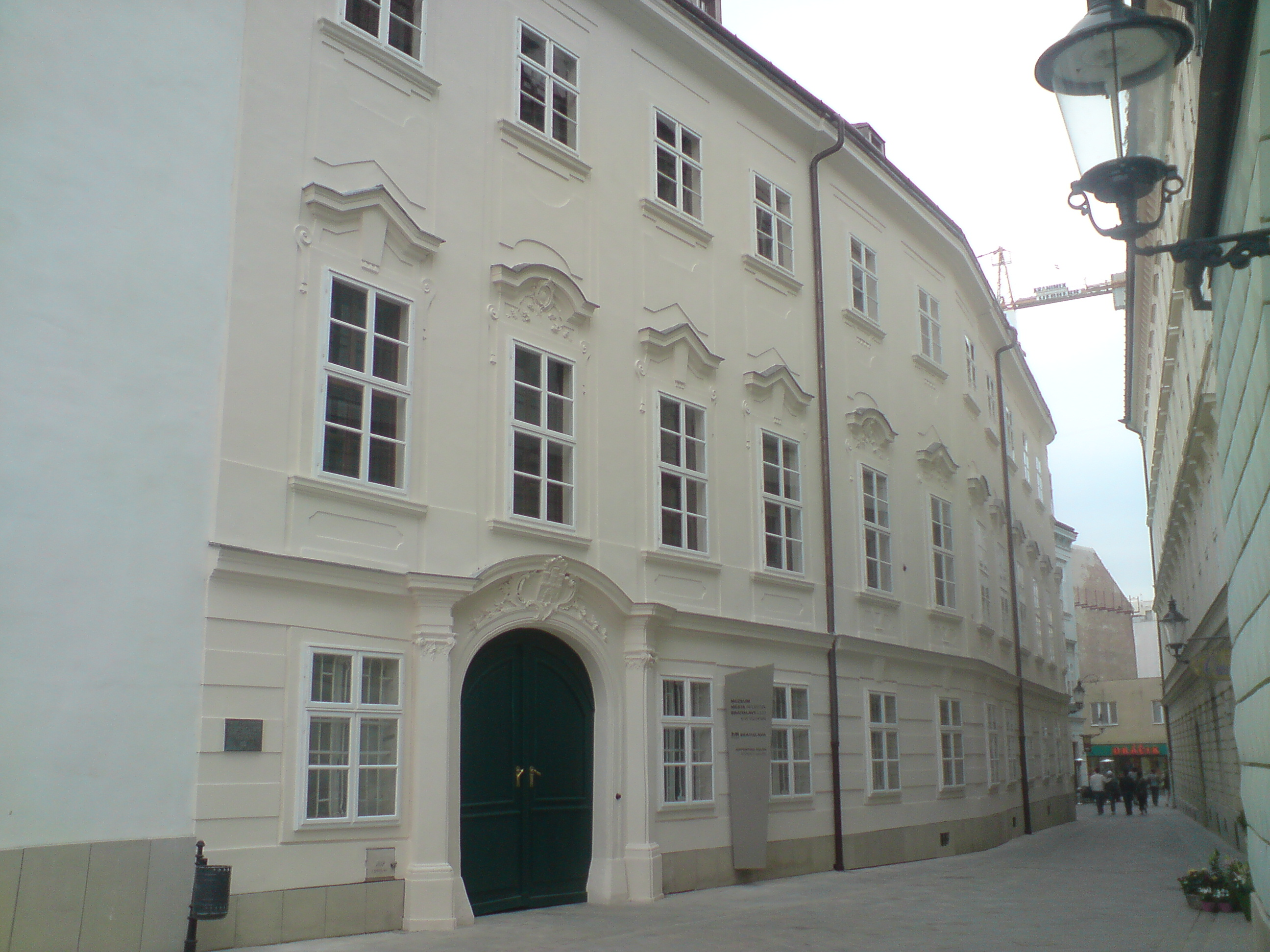
Дворец Аппоньи был открыт для посещения в 2008 году (после реконструкции)

Братислава для всех (словац. Bratislava pre všetkých) — название культурного мероприятия, дни «открытых дверей», ежегодно проводятся в Братиславе с 2004 года.
Мероприятие длится несколько дней, его организует муниципалитет Братиславы. Обычно проводится в последние выходные апреля. В этот период для посещения бесплатно открыты различные городские достопримечательности, такие как Зоологический сад, Ботанический сад, музеи, галереи, Старая ратуша, возможно посещение концертов, спортивных событий, проходят бесплатные экскурсии по городу и т. д. По улицам ходят исторические трамваи и троллейбусы.
Во время проведения пятого фестиваля дней открытых дверей в 2008 году после двухлетней реконструкции открылся для посещения дворец Аппоньи.
Фестиваль «Братислава для всех» — это единственный период в году, когда для посещения открыто братиславское подземелье на площади Словацкого национального восстания (у капеллы Святого Иакова).